# Bueno de Sequeira
Cônego Francisco Maria Bueno de Sequeira (Patos de Minas, 10 de junho de 1895 - 12 de setembro de 1979) foi sacerdote, escritor e professor mineiro.

## Biografia
Francisco Maria Bueno de Sequeira, filho de Francisco Bueno de Sequeira, descendente de Amador Bueno e Jovina Adelina da Cunha.
Em 1910 foi estudar no Colégio do Caraça, onde fez o Seminário Menor. Em Campanha, cursou filosofia e teologia no Seminário Maior Diocesano. Foi ordenado sacerdote em 20 de dezembro de 1919. Exerceu o ministério em Campanha, Lavras e São Gonçalo do Sapucaí, onde permaneceu até 1940.
E março de 1920 assumiu a direção do semanário católico O Cruzeiro do Sul da diocese de Campanha.
Foi professor de latim do Colégio Municipal de Belo Horizonte a partir de 1954.
Foi membro da Academia Mineira de Letras (cadeia nº 11).

## Obras

### Ficção
- A Ação da Analogia no Português - Sintaxe
- Raimundo Correia: Sua Vida e Sua Obra - Ensaio Bio-Bibliográfico (1942)
- Casca Grossa (poesias) (1945)
- A Ação da Analogia no Português - Tese de Concurso (1950)
- A Última Mulher (contos) (1955)
- Navegação em Alto-mar (1968)
- Passeio Literário (1970)
- Aparecida: uma novela sobre a história da imagem antes de ter sido encontrada no Rio Paraíba em 1717 (1944)[6]